# District de Cerlier
Le district de Cerlier (Amtsbezirk Erlach en allemand) est l’un des 26 districts du canton de Berne en Suisse. La commune de Cerlier est le chef-lieu du district.  Sa superficie est de 96 km² et compte 12 communes :
- CH-3232 Anet (Ins)
- CH-3237 Brüttelen
- CH-3235 Cerlier (Erlach)
- CH-3236 Champion (Gampelen)
- CH-2577 Finsterhennen
- CH-3238 Gals
- CH-2576 Lüscherz
- CH-3225 Müntschemier
- CH-2577 Siselen
- CH-3226 Treiten
- CH-3233 Tschugg
- CH-3234 Vinelz